# Petljakov Pe-8
Petljakov Pe-8 je bil težki štirimotorni strateški bombnik, ki so ga zasnovali v Sovjetski zvezi pred 2. Svetovno vojno. Uporabljal se za bombardiranje Berlina avgusta 1941. Namenjen je bil bombardiranju nemških letališč, železniških postaj in vojaških skladišč. Proizvodnja je bila maloserijska.
Originalno je imel oznako TB-7 (rusko Тяжёлый Бомбардировщик, Tjažoli bombardirovščik—Težki bobmnik), ki se je spremnila v Pe-8 po glavnem konstrukorju Vladimirju Petljakovu. Pe-8 je imel težave zaradi pomanjkanja sredstev pri proizvodnji. Ob vstopu v uporabo pa je imel težave z motorji. Po vojni so večino letal upokojili, nekaj so jih uporabljali za lete na Arktiko.
Razvoj Pe-8 se je začel julija 1934, ko so Sovjetske sile (VVS) zahtevale novega bombnika za zamenjavo Tupoljev TB-3. Zahteve so bile 2000 kilogramski bojni tovor, dolet 4500 kilometrov in hitrost večja od 440 km/h na višini 10 000 metrov. Biro Tupoljev je dobil nalogo za razvoj letala, glavni konstruktor biroja Andrej Tupoljev je pooblastil Vladimirja Petljakova in njegovo ekipo. Letalo je sprva imelo oznako ANT-42. 
Bobmnik je bil večinoma izdelan iz duraluminija, deli strukture so bili iz jekla, krilca pa pokrita s tkanino. Trup je bil tipa monocoque, pilota sta sedela v tandem sedežih. Na prototipu je bil pomožni peti motor Klimov M-100, ki naj bi poganjal mehanski polnilnik za motorje Mikulin AM-34FRN. Kasnejši modeli niso imel petega motorja, na njegovem prostoru so sedeli inženir leta in radio operater. 
Prvi polet s testnim pilotom Mihailom Gromovim je bil 27. decembra 1937. 

## Tehnične specifikacije(Pe-8/AM-35A)
Podatki iz Gordon, Soviet Airpower in World War 2, p. 398
Splošne karakteristike
- Posadka: 11
- Dolžina: 23,2 m (76 ft ¼ in)
- Razpon kril: 39,13 m (128 ft 4 in)
- Višina: 6,20 m (20 ft 4 in)
- Površina kril: 188,66 m² (2 030,7 ft²)
- Teža praznega letala: 18 571 kg (40 941 lb)
- Naložena teža: 27 000 kg (59 400 lb)
- Maks. vzletna teža: 35 000 kg (77 000 lb)
- Pogon letala: 4 ×  Vodno hlajeni 12-valjniki Mikulin AM-35A, 999 kW (1 340 KM)  vsak

 Zmogljivost 
- Maks. hitrost: 443 km/h (275,2 mph)
- Doseg: 3 700 km (2 299 mi)
- Višina leta: 9 300 m (30 504 ft)
- Hitrost vzpenjanja: 5.9 m/s (1 154 ft/min)
- Obremenitev kril: 143 kg/m² (29 lb/ft²)
- Razmerje moč/teža: 140 W/kg (0,2 KM/lb)

Oborožitev

- Strelno orožje: 

  - 2 x 20 mm (0,79 in) ŠVAK
  - 2 x 127 mm (5,0 in) Berezin UB
  - 2 x 762 mm (30,0 in) ŠKASs
- Bombe: Up to 5.000 kg (11.000 lb)